# Hermülheim

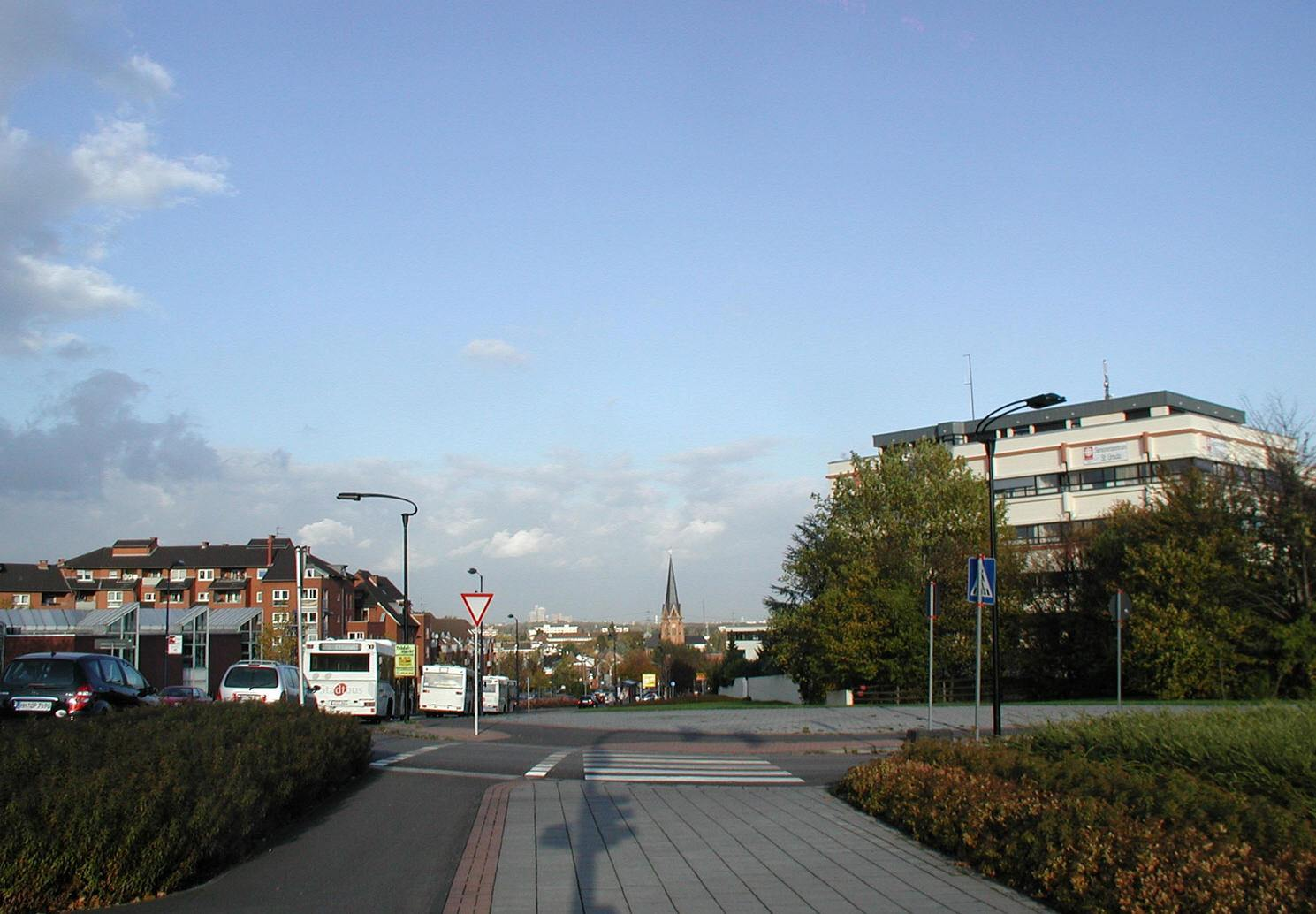
Vista de Hermülheim.

Hermülheim és un barri de Hürth situat en Rhein-Erft-Kreis en l'estat federal de Renània del Nord-Westfàlia, prop de Colònia. Compta amb una població de 14.423 habitants (dades del 31 d'octubre de 2008).

## Història
Gràcies al seu favorable accés a l'aigua i sòl fèrtil, és de suposar que va estar poblat molt abans de què hi hagi constància d'això.
En el centre de la ciutat pot contemplar-se unes fosses franc romanes que demostren la presència d'aquestes civilitzacions. La localitat Hermülheim se cita per primera vegada en un document escrit en 943, l'abadia de Prüm cedeix a les famílies Ramengarius i Adalgarda béns en Molinen.

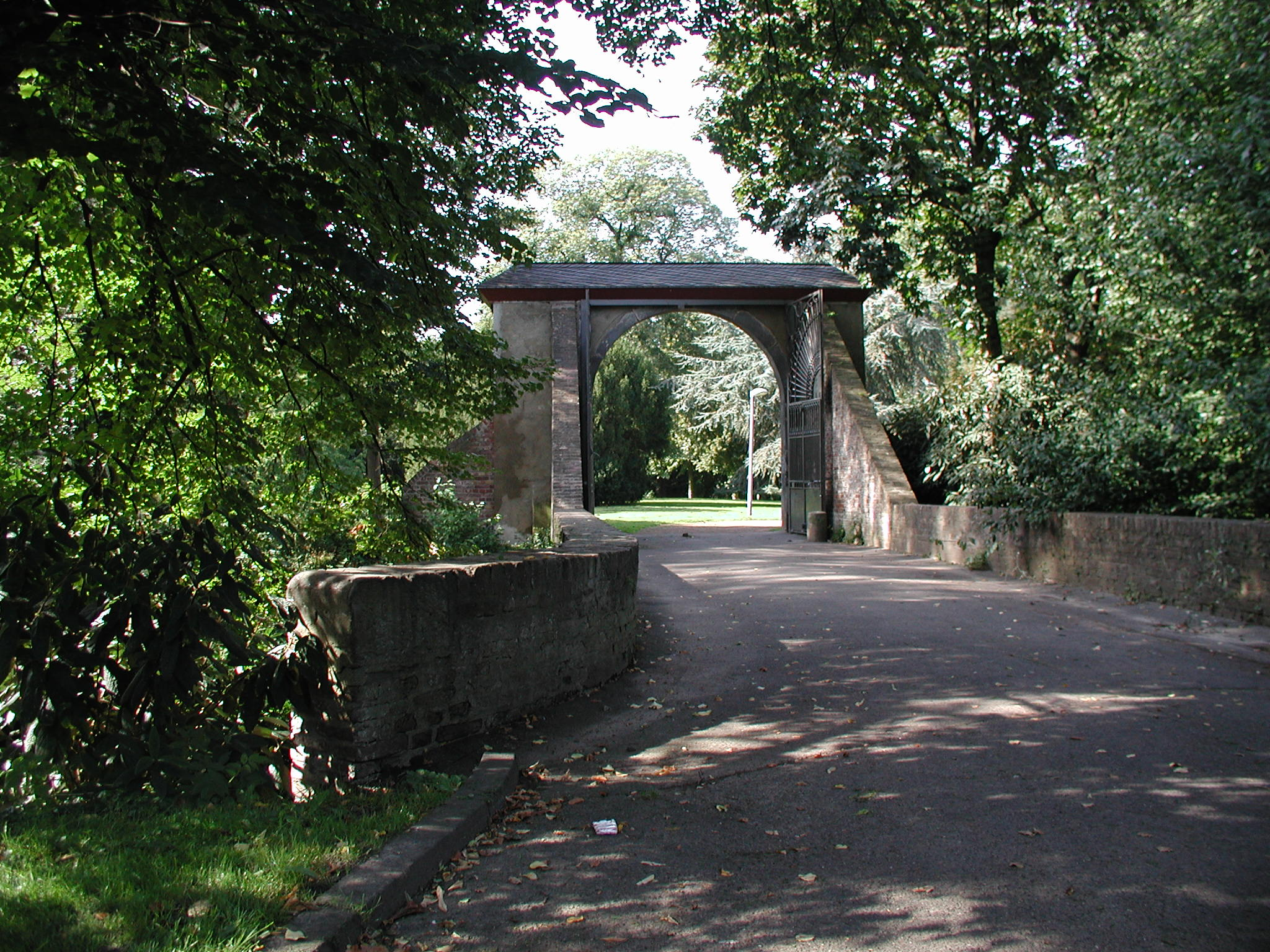
Parc del castell en Hermülheim, es conserva un arc de l'antic castell de l'Orde Alemany de Cavallers
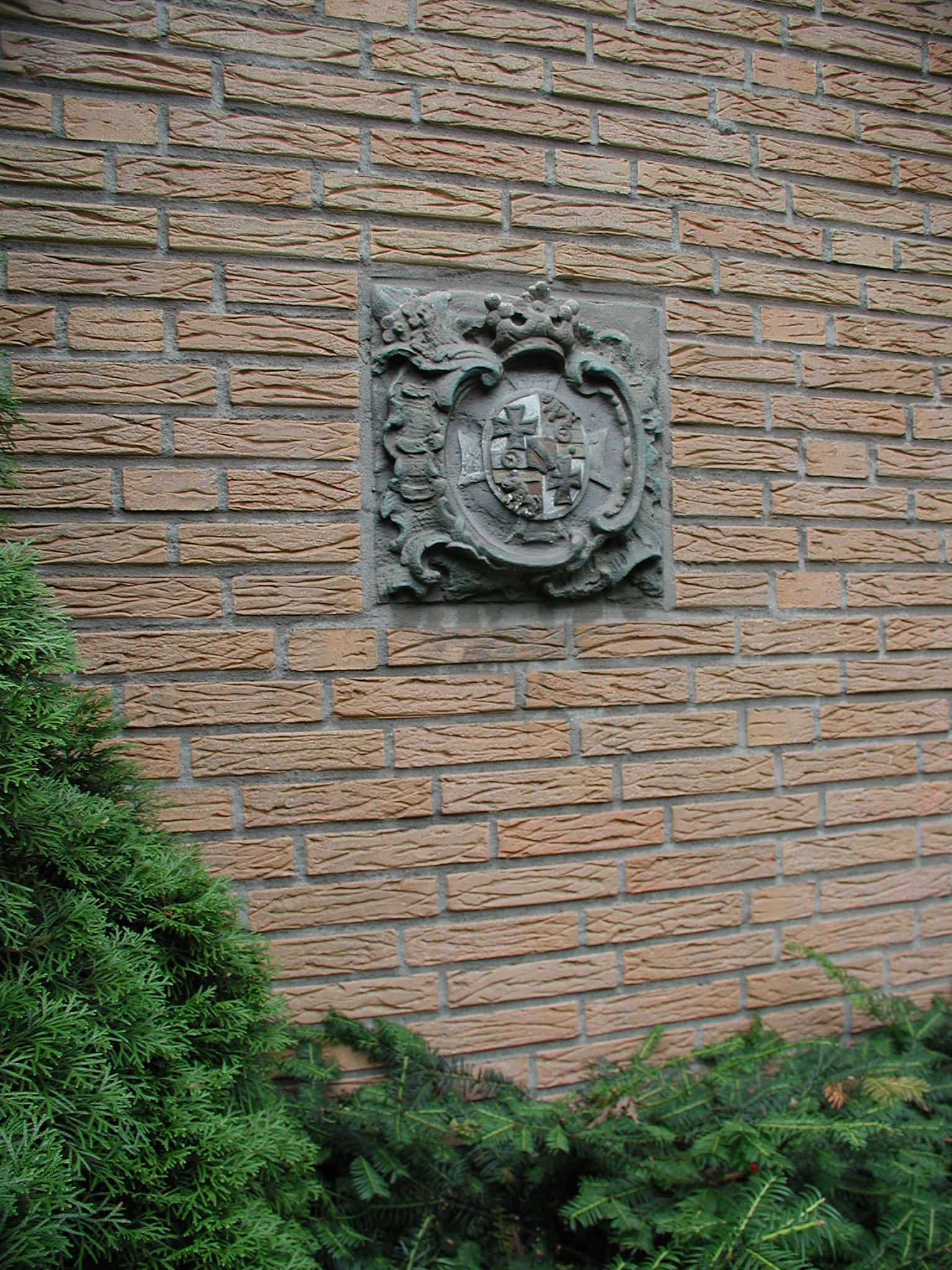
Escut d'armes de l'ordre (aprox. 1760)
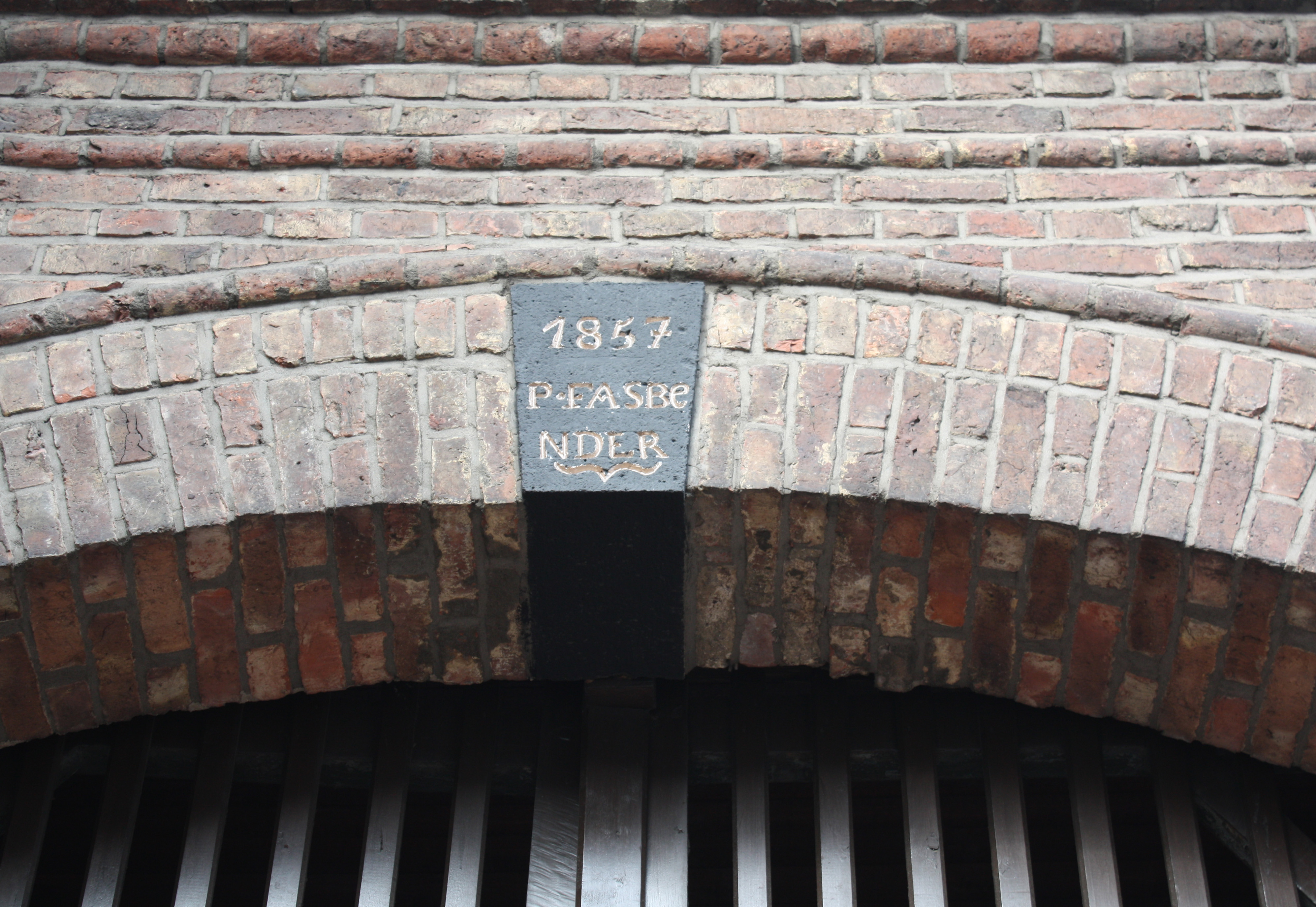
Arc al carrer Luxemburger
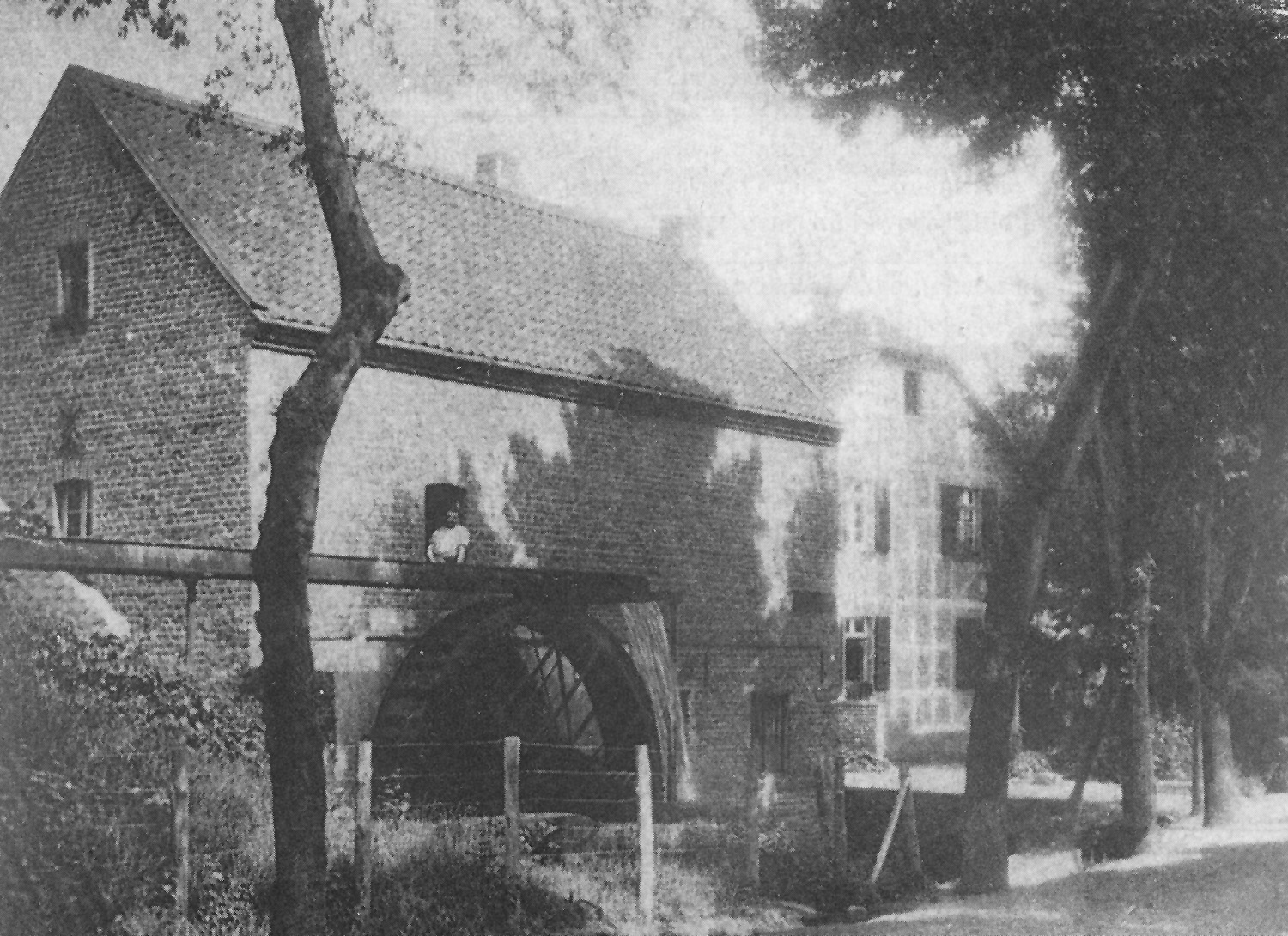
Deutschherrenmuehle-Hermuelheim

## Persones cèlebres
- Michael Schumacher, 7 vegades campió de Fórmula 1
- Ralf Schumacher